# Jean-François Papillón
Jean-François Papillon fue uno de los principales líderes de la revolución haitiana contra la esclavitud y el dominio francés. Lideró el levantamiento inicial de los trabajadores esclavizados y luego se alió con España para luchar contra los franceses de Saint-Domingue.

## Biografía

### Primeros años
Nació en África pero fue esclavizado y llevado en cautiverio a la Provincia Norte de Saint-Domingue (la cual sería la futura nación de Haití). Una vez allí, trabajó en la plantación de Papillón en las últimas décadas del siglo XVIII. Escapó de esa plantación y se convirtió en cimarrón, por lo que cuando comenzó la revolución en agosto de 1791, Papillón ya había disfrutado de una experiencia directa de libertad.

### Revolución Haitiana
Inmediatamente después de la trágica muerte de Dutty Boukman, el primer líder de los esclavos insurgentes, Jean-François Papillon impuso su autoridad sobre los otros generales negros que había en ese momento como Georges Biassou, Jeannot Bullet y Toussaint Bréda (denominado tiempo después como Toussaint Louverture), y se convirtió en comandante en jefe de los ex esclavos haitianos. A fines del año 1791, algunas semanas después del estallido revolucionario, Jean-François y Biassou dejaron de lado su rivalidad que había entre ellos con el objetivo de oponerse al otro líder negro Jeannot Bullet, quien no solo masacró a los franceses sino también a todos los soldados negros que cuestionaron su autoridad. Por esa razón, Biassou y Jean-François lo arrestaron y lo ejecutaron en noviembre de 1791. A menudo se ha asumido que Jean-François y sus hombres se rebelaron para ganar la libertad universal, pero su verdadera intención era la de obtener el mayor poder posible y devolver el resto de los esclavos a las plantaciones una vez que la revolución terminara y los generales ya hubieran alcanzado el poder. Jean-François confesó sus convicciones a los agentes norteamericanos en Cabo Haitiano: “[...] ese General nos dijo que él no se había creado General de los negros, que los que tenían ese poder se lo habían conferido [sic] ese título; que al tomar las armas nunca pretendió luchar por la Libertad General, que sabía que era una ilusión”.

## Alianza con España
En octubre del año 1791, los colonos españoles que vivían en la ciudad de Santo Domingo (en el otro lado de la isla en la actual República Dominicana) se aliaron con los negros que se habían levantado contra los franceses, proporcionando alimentos y armas a dicho ejército rebelde. Si bien no se sabe exactamente el principal motivo que llevó a los españoles a entrometerse en la Revolución Haitiana, sin embargo se han considerado muchas razones por las que empezaron a apoyar al ejército de negros y una de ellas fue que los colonos españoles sabían muy bien que la gran revuelta provocaría un tremendo caos y desorden en la vecina colonia francesa de Saint-Domingue, dando de esa manera a España la oportunidad de poder enviar tropas a ese territorio y volver a anexionarse nuevamente esa parte de la isla, ya que cabe recordar que Saint-Domingue había sido antes una posesión española durante por lo menos 205 años (desde 1492 hasta 1697) cuando fue finalmente tomada por los franceses a finales del siglo XVII lo que obligó nomás a España a firmar el tratado de Tratado de Paz de Ryswick de 1697 cediendo a Francia la "parte este" de la isla que luego se convirtió en Saint-Domingue, la colonia francesa más rica de todo el continente americano, en 1777 se delimitaron minuciosamente las fronteras.  
En octubre de 1791, el general negro Toussaint Louverture admitió sus contactos con los españoles, quienes les habían prometido provisiones. Como España era oficialmente neutral frente a la revolución francesa, de la que la revolución de Saint-Domingue era un mero eco, mantuvo en secreto sus contactos con los líderes negros.
La actitud de España cambió a partir de finales de enero de 1793, cuando la Convención Nacional Francesa ejecutó a Luis XVI . A partir de entonces, el gobierno español consideró que no era necesario permanecer oficialmente neutral hacia Francia y ambos países se declararon la guerra en marzo de 1793. En consecuencia, Carlos IV de España dio instrucciones a las autoridades dominicanas, que necesitaban comenzar tratos oficiales con los generales negros de Saint-Domingue para persuadirlos de unirse al ejército dominicano.
Las negociaciones, que fueron llevadas a cabo por el cura mulato José Vázquez, terminaron el 6 de mayo de 1793 con el juramento de lealtad de Jean-François al Rey de España en su nombre y en el de sus soldados. Dicho juramento fue confirmado por Jean-François días después, en oficio dirigido al arzobispo dominico, Fernando del Portillo y Torres. Sin embargo, los líderes de los antiguos esclavos dejaron claro que no apoyaban al rey español como un fin en sí mismo, sino como un medio para vengar al rey francés, primo del soberano español.

## Triunfos y problemas al servicio de España
Jean-François y sus colaboradores se convirtieron en las tropas auxiliares negras de Carlos IV , ya que el color de su piel impedía que los españoles los consideraran parte del ejército regular colonial. Su alianza con España fue crucial para que el ejército español hiciera importantes avances en contra los franceses, conquistando posiciones importantes como Gonaïves, Gros-Morne , Plaisance , L'Acul, Limbé, Port-Margot, Borgne, Saint-Louis-du-Nord, Mermelada y Terre- Neuve.
Sin embargo, siempre existió una fuerte tensión entre Jean-François y Biassou que desembocó en un enfrentamiento armado en septiembre de 1793. Ambos generales se enfrentaron y los franceses aprovecharon la inestabilidad de los auxiliares negros para reconquistar el fuerte de la Tannerie, recientemente ocupado por las tropas de Jean-François. Ese episodio convenció al gobierno español de la necesidad de poner fin a la tensión interna del ejército negro, lo que se logró gracias a la intervención del brigadier dominicano Matías de Armona , quien los convenció de reunirse en Dondon y llegar a un acuerdo a finales de noviembre de 1793.
En las semanas siguientes, los auxiliares negros lograron muchas otras victorias al servicio de España, especialmente la conquista de Puerto Margot a principios de 1794, que les valió varias medallas de oro y plata otorgadas por la Corona española.

## Bayajá
El prestigio de los auxiliares negros comenzó a decaer en julio de 1794, luego de la masacre de Bayajá. Este lugar había sido posesión francesa (Fort Dauphin) hasta que los españoles lo conquistaron en enero de 1794. En ese momento, las autoridades del pueblo pidieron a los españoles que no dejaran entrar en el futuro a las tropas de Jean-François en el lugar, porque estaban temerosos de que estos últimos los masacraran, dado que la mayoría de sus habitantes eran los antiguos dueños de los colaboradores de Jean-François, y también que uno de los oficiales que entregó la ciudad a España fue el mulato Candy, antiguo subalterno de Jean-François que había desertado al campo francés.
A pesar de las circunstancias descritas, el 7 de julio de 1794 Jean-François entró en el lugar con sus tropas y masacró a los habitantes franceses, en su mayoría, aunque también murieron muchos españoles en el episodio. La guarnición española del lugar no interfirió para detener la matanza, por lo que fueron criticados por otros gobiernos extranjeros que incluso acusaron a España de apoyar la matanza desde la sombra.
A partir de ese momento, los españoles no sólo se dieron cuenta de que los auxiliares negros eran peligrosos, sino que les impidieron participar en cualquier otra campaña importante en el futuro, para que tales abusos no volvieran a ocurrir.

## Tratado de Basilea y la diáspora de los auxiliares
La conciencia de los españoles del “salvajismo natural” de los auxiliares negros, así como de la cesión de Santo Domingo a Francia en el Tratado de Paz de Basilea (que no se ejecutó hasta enero de 1801), les persuadió a deshacerse de Jean-François y sus tropas, ya que las circunstancias que habían justificado su alianza con los antiguos esclavos, es decir, el plan de España para conquistar la parte occidental de La Española, había fracasado.
Primero, Jean-François y sus principales colaboradores fueron llevados a La Habana . Pero el gobernador cubano, Luis de las Casas, temía tanto que su presencia allí provocara una insurrección negra masiva en esa isla, que presionó al gobierno español para que los expulsara de su colonia.
En marzo de 1796 llegaron a la ciudad española de Cádiz , donde fueron mantenidos casi como prisioneros. Su situación en esa ciudad fue dramática: los generales perdieron sus grados militares y el derecho a cualquier compensación económica tras su retiro y, además, Jean-François tuvo que utilizar los pocos recursos que tenía para ayudar a su familia y sus compañeros.
En 1813, el Consejo de Regencia español decidió echarlos de esa ciudad y llevarlos a la costa de mosquitos. Desafortunadamente, Jean-François nunca vio la resolución del conflicto que preocupaba a sus tropas, pues ya había muerto en los primeros días del siglo XIX, quizás en 1805, totalmente olvidado por el gobierno español, que lo “premió” por su lealtad. Negando cualquier vínculo oficial con él o cualquier otro general esclavo en el pasado.